# 55° Cumbre del Mercosur
La 55° Cumbre de Presidentes del Mercado Común del Sur se celebró el día 5 de diciembre de 2019 en el municipio Bento Gonçalves, estado de Río Grande del Sur, Brasil.
La reunión contó con la presencia de los presidentes de Argentina, Mauricio Macri; de Brasil, Jair Bolsonaro; y de Paraguay, Mario Abdo.